# Мади Кета
Мади Кета (на португалски: Madi Queta) е бисау-гвинейски футболист, който играе на поста ляво крило. Състезател на Вилафранкензе.

## Кариера
Кета е юноша на Порто.
На 27 юни 2022 г. Мади е обявен за ново попълнение на Черно море. Прави дебюта си на 10 юли при победата с 0:1 като гост на Локомотив (София).

## Национална кариера
На 9 юни 2022 г. Кета дебютира в официална среща за националния отбор на Гвинея-Бисау срещу Сао Томе и Принсипи, в мач от квалификациите за Купата на африканските нации, спечелен от "африканските диви кучета" с 5:1.